# Morinda elliptifolia
Morinda elliptifolia là một loài thực vật có hoa trong họ Thiến thảo. Loài này được Quisumb. & Merr. mô tả khoa học đầu tiên năm 1928.